# Kabuga
Kabuga – miejscowość w Rwandzie; w prowincji Kigali.
Osiedlili się tu Rwandyjczycy wracający z sąsiednich krajów w 1994 po zakończeniu wojny domowej. Mieszkańcy Kabugi zajmują się m.in. rolnictwem; wielu pracuje w oddalonej o 15 km stolicy kraju Kigali. Znajduje się tu sanktuarium Miłosierdzia Bożego, do którego przybywają katolicy z całego kraju.